# Invasión del Rin
La invasión del Rin fue un conflicto bélico que enfrentó a un conglomerado de pueblos bárbaros con el Imperio romano de Occidente.
En el año 406, varios pueblos que habitaban al norte del Danubio abandonaron sus asentamientos y se desplazaron hacia el oeste hasta llegar al territorio de los francos junto al Rin. Tras el fracaso de estos —quienes en ese momento eran aliados del Imperio— en rechazarlos, la coalición cruzó el río de manera sorpresiva la noche de fin de año y entró en la Galia sin que las tropas fronterizas pudiesen hacer nada para evitarlo.
En el éxito inicial de la invasión fue decisiva la reacción del gobierno de Rávena a la rebelión del ejército romano estacionado en Britania. Esta había surgido unos meses antes como respuesta a la falta de atención por parte del gobierno imperial ante la amenaza que se estaba formando junto al Rin y causó que el cuerpo principal del ejército de la Galia no hiciese frente a los invasores durante los primeros momentos al tener como objetivo principal el rechazo de un posible desembarco del ejército britano.
Tras acabar con las defensas fronterizas, la coalición se dividió en varios grupos y extendió la destrucción por un buen número de ciudades. En la primavera del 407, Constantino de Britania cruzó el canal de la Mancha y desembarcó con el ejército rebelde en las Galias donde las tropas imperiales existentes allí se le unieron en masa. Lo primero que hizo fue asegurar la frontera del Rin para evitar que los pueblos ribereños (francos, burgundios y alamanes) aprovechasen la ocasión y también entrasen en el territorio imperial. Posteriormente, se enfrentó a los invasores en algún lugar de la provincia Germania Primera y consiguió infligirles una sonada derrota tras lo que continuó hacia el sur por el valle del Ródano donde recuperó sus ciudades incluida Arelate (Arlés), situada en la costa mediterránea y en la que estableció su cuartel general.
Estilicón reaccionó finalmente y envió durante el otoño del 407 una expedición a la Galia pero no para combatir a los invasores sino para acabar con Constantino. Este dejó a un lado la lucha contra la coalición bárbara y se centró en defender su posición frente al ataque del gobierno de Rávena. Por su parte y por la población de la diócesis se buscaron, entonces, acuerdos de paz con los invasores quienes también estaban interesados en ellos para obtener algún tipo de asentamiento tras las derrotas sufridas. Constantino pudo rechazar el ataque de Rávena y con la Galia relativamente pacificada, envió su general Geroncio con tropas a Hispania donde tuvieron éxito y consiguieron que el ejército estacionado allí también se uniese a ellos. Honorio, debilitado tras la muerte de Estilicón y con los godos invadiendo Italia, llegó a un acuerdo con Constantino y lo reconoció como coemperador.
La situación cambió cuando, en el 409, Geroncio se rebeló contra Constantino y nombró a Máximo como emperador en Hispania. Concentró, entonces, las tropas hispanas en la Tarraconense y se dispuso a pasar a la Galia para acabar con su antiguo jefe. La coalición bárbara, por su parte, veía peligrar su situación en la Galia por el fin de las hostilidades entre Constantino y Honorio así como por la actuación de bagaudas en Armórica. Acordó, entonces, pasar a Hispania, cosa que hicieron durante el otoño de ese año. Tomaron varias ciudades en el norte para pasar el invierno y al llegar la primavera del 410 extendieron la destrucción y los saqueos por las indefensas provincias a excepción de la Tarraconense donde tenían sus bases las tropas de Geroncio. Ya entrado el año 411 acordaron repartirse las provincias y crearon en ellas sus propios reinos independientes de los romanos.
La invasión del Rin está calificada como «uno de los eventos más famosos en la historia del Imperio Romano» y se considera que «contribuyó de manera decisiva en su caída».
El paso del grueso del ejército de Britania a la Galia dejó a la isla desprotegida y a merced de los ataques de pictos, anglos y sajones. El Imperio ya no fue capaz de recuperar la Galia e Hispania en su totalidad y los ingresos que obtenía de sus provincias se resintieron de manera importante y redujeron su capacidad militar. La situación se agravó sobremanera cuando vándalos y alanos cruzaron el estrecho de Gibraltar y se hicieron con las provincias africanas que eran la mayor fuente de ingresos para el gobierno de Rávena. El fracaso de este en recuperarlas en el año 468 condenó al Imperio a su desaparición algo que ocurriría apenas ocho años más tarde.

## El Imperio occidental en el año 406

El Imperio romano a la muerte de Teodosio. La disputa por controlar la prefectura de Ilírico (en tonos verdes) marcó las relaciones entre las mitades occidental y oriental.

Tras la muerte de Teodosio en el año 395, el Imperio quedó definitivamente dividido en dos partes gobernadas por sus hijos varones Honorio y Arcadio. La corta edad de estos y su personalidad pusilánime, dio lugar a que el gobierno real lo ejerciesen otras personas militares o civiles. En la mitad occidental fue Estilicón quien tuvo el poder durante los primeros trece años hasta su ejecución en el 408. En los años previos a la ruptura del limes renano, el devenir del Imperio de Occidente había estado marcado por tres elementos: la disputa con la mitad oriental por el control de la prefectura de Ilírico, las invasiones bárbaras de Italia y los intentos de usurpación.
La prefectura de Ilírico era el principal área para el reclutamiento de tropas para el ejército romano. Tradicionalmente, había estado incluida dentro de la mitad occidental hasta que Graciano la cedió a Teodosio para ayudarle en la guerra contra los godos. Tras la muerte de este, el gobierno occidental reclamó su devolución algo que no fue aceptado por el oriental. Esta disputa fue decisiva para el éxito godo en su revuelta del año 395 y también evitó su aniquilamiento tras la primera invasión de Italia por Alarico en el 401. Igualmente, tendría una gran influencia para el éxito de la invasión en el 407, como se verá después.
El mayor esfuerzo defensivo del Imperio tuvo que concentrarse en la prefectura de Italia que sufrió varias invasiones rechazadas, finalmente, con éxito. En el 401, grupos vándalos y alanos dirigidos por Radagaiso atacaron la provincia de Recia. Estilicón y los comitatenses estacionados en Italia se dirigieron al norte de los Alpes y pudieron derrotarlos. Casi al mismo tiempo, los godos de Alarico invadieron el norte de Italia desde el este, amenazaron Milán y estuvieron a punto de capturar a Honorio en Asti.  Estilicón retornó a la península y desplazó legiones estacionadas en Galia y Britania para poder hacer frente a Alarico quién, finalmente, tuvo que abandonar el territorio imperial en el 403. Poco duró la paz ya que, en el 405, Radagaiso al mando de otro grupo de godos volvió a invadir el Imperio, esta vez entrando por la provincia de Panonia. El ataque fue de tal envergadura que Estilicón necesitó varios meses para poder reunir un ejército que permitiese enfrentarlo con garantías.
Los intentos de usurpación afectaron a las diócesis de África y Britania. En la primera, Gildo se hizo con el poder en 397 animado por el gobierno de Constantinopla e intentó separarla del de Milán para crear un reino dependiente del Imperio oriental. Estilicón envió una expedición al mando de Mascezel que consiguió sofocarla con éxito en el 398. En Britania, por su parte, el ejército se rebeló en septiembre/octubre de 406 y eligió como emperador a Marcos quien, al poco, fue asesinado y sustituido por Graciano que corrió la misma suerte tras lo que la tropa proclamó, finalmente, a Constantino de Britania.

## Estructura militar en la Galia y defensa de la frontera del Rin
A inicios del siglo V, la Galia se dividía administrativamente en dos diócesis: Galias, que abarcaba la mitad norte, y las Siete Provincias, que agrupaban la mitad sur hasta los Pirineos. El despliegue militar romano reproducía el habitual en otras diócesis desde los tiempos de Constantino I: en las áreas costeras y en la frontera del Rin, se desplegaban las unidades fijas limitanei quienes estaban dirigidas por varios duces y un comes mientras que, el cuerpo principal del ejército lo formaban las unidades móviles de los comitatenses al mando del magister equitum per Gallias y preparadas para acudir donde se produjese una invasión. Adicionalmente, existían unidades navales en puertos y ríos importantes así como otros contingentes como el que vigilaba la ruta que conducía a Hispania. Para el limes renano, el Imperio contaba, además, con la ayuda de pueblos foederati por lo que podía establecer una triple línea defensiva.

### Primera línea: los pueblosfoederatidel margen derecho

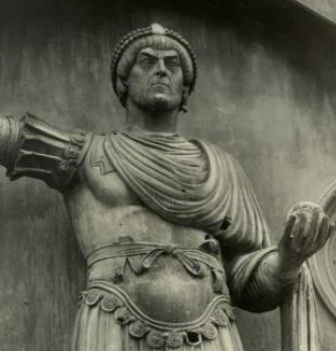
El emperador Valentiniano. Continuó la obra de Juliano y reorganizó la frontera del Rin donde llegó a acuerdos con las tribus de su margen derecho para que la defendiesen como aliados del Imperio.

La primera línea defensiva en el Rin la formaban los tres pueblos germánicos asentados en su margen derecho: francos, burgundios y alamanes. Estos habían protagonizado varias incursiones en la Galia desde mediados del siglo III hasta que fueron definitivamente controlados por Juliano y Valentiniano a mediados del siglo IV. Quedaron, entonces, integrados en el sistema defensivo romano en virtud de tratados por los que asumieron la defensa de la frontera a cambio de subsidios y relaciones comerciales. Situación, esta, que permitió que mejorasen sustancialmente sus niveles de vida.  Los acuerdos fueron mantenidos por los siguientes emperadores y se consideraron de vital importancia de tal manera que una de las primeras acciones de Estilicón en el 396, tras morir Teodosio, fue recorrer el Rin para asegurar la renovación de los que ya se denominaban como vetusta foedera.
Los francos habían surgido como una unión de varias tribus que habitaban entre los tramos medio e inferior de los ríos Rin y Weser. Desde el 257 habían realizado incursiones en el territorio imperial situado entre el Mosela y el mar del Norte hasta que fueron controlados por Constancio y su hijo Constantino a inicios del siglo IV. Tras la fracasada usurpación de Magnencio (350-353), asaltaron la frontera junto a los alamanes, tomaron las principales ciudades ribereñas del Rin y devastaron los territorios fronterizos. Juliano consiguió expulsarlos y llegó a un acuerdo con la tribu de los salios a quienes asentó en Toxandria para que asumiesen la defensa de la frontera en la desembocadura del río. Posteriormente, Valentiniano estrechó las relaciones con ellos de manera que estos se convirtieron en foederati y fueron una importante base de reclutamiento para el ejército imperial. De hecho, durante las siguientes décadas varios militares francos (Merobaudes, Ricomero, Bauto y Arbogasto) alcanzarían puestos de máxima importancia dentro de él.
Al sur de los anteriores se encontraban los burgundios. Habían llegado procedentes de un área entre los ríos Óder y Vístula desde donde se desplazaron hacia el suroeste en algún momento entre las décadas de 270 y 280 e invadieron la Galia en el 286 junto a los alamanes y los hérulos. Fueron rechazados por Maximiano tras lo que se asentaron al este de Rin en los antiguos agri decumates donde arrebataron a sus anteriores aliados alamanes parte del territorio junto al curso medio del Meno. Esto llevó a enfrentamientos entre ambos pueblos durante la primera mitad del siglo IV circunstancia que fue aprovechada por los romanos para apoyarse en los burgundios en sus luchas contra los alamanes. Para las últimas décadas de ese siglo habían conseguido desplazar a estos últimos hacia el sur y extender su territorio entre los ríos Neckar y Meno hasta llegar al Rin.
El pueblo más sureño eran los citados alamanes, una unión de varias tribus cuyo grupo principal parece que procedía de los antiguos semnones que vivían en un área situada entre los ríos Elba y Oder. Habían atravesado el limes germanicus sobre el año 260 y consiguieron arrebatar al Imperio los agri decumates. Su relación con los romanos osciló entre la colaboración y el enfrentamiento. Miembros de este pueblo lucharon en el ejército imperial bien como soldados integrados en sus legiones o como contingentes completos comandados por sus propios líderes. Lanzaron varias incursiones en el territorio romano siendo la más importante la citada invasión y saqueo de la Galia que protagonizaron junto a los francos en el 352. Tras su decisiva derrota en Estrasburgo —año 357— por Juliano y el refuerzo de la frontera por Valentiniano, actuaron como foederati del Imperio hasta mediados del siglo V.

### Segunda línea: las tropaslimitaneien el margen izquierdo

Mapa del despliegue militar romano en la Galia en el 406/407.

En el margen izquierdo del Rin se encontraban desplegadas una serie de tropas limitanei comandadas por varios duces y por un comes quienes eran los responsables la defensa en diferentes tramos del río donde, durante el siglo IV, se habían habilitado un buen número de instalaciones militares para responder a los ataques de las tribus germanas. A pesar de la creencia tradicional de que Estilicón había dejado el Rin sin tropas para hacer frente a la invasión goda de Italia en el 401, estudios contemporáneos estiman que los efectivos desplegados en la frontera mantenían su capacidad y no habían sido reducidos significativamente. Desde la parte alta del río, al sur, hasta su desembocadura, al norte, se desplegaban de la siguiente manera:
En Olitione (Mulhouse) tenía su cuartel principal el dux provinciae Sequanici al mando de una legión. Siguiendo el curso hacia el norte, se encontraban otra legión comandada por el comes Argentoratensis instalado en Argentoratum (Estrasburgo).
El grueso de las tropas del Rin estaba desplegado en su curso central. En Mogontiacum (Maguncia) tenía su cuartel principal el dux Mogontiacensis quien comandaba once unidades estacionadas en Saletione (Seltz); Tabernis (Rheinzabern); Vico Julio (Germersheim); Nementis (Espira); Alta Ripa (Altrip); Borbetomagus (Worms); Mogontiacum (Maguncia); Bingio (Bingen); Bodobrica (Boppard); Confluentes (Coblenza) y Antonaco (Andernach). A continuación, comenzaba el sector a cargo del dux Germaniae secundae o inferior cuyo cuartel principal estaba en Colonia y con unidades instaladas en Rigomagus (Remagen); Bonna (Bonn); Colonia Agripina (Colonia); Burugnum (Monheim); Novaesium (Neuss); Gelduba (Krefeld); Colonia Traiana (Xanten); Harenatium (Cléveris) y Noviomagus (Nimega). También, en la citada Colonia, se encontraba la base de la flota de barcos encargados de vigilar el río: la classis germanica.
El tramo final del río, hasta la desembocadura, estaba defendido por un pueblo foederati: los francos salios quienes habían sido instalados en Toxandria por Juliano en el 358.

### Tercera línea: las tropascomitatensesy otras unidades del interior
La tercera línea de defensa la formaba el ejército móvil o comitatenses. Estos, al igual que en otras diócesis, tenían la misión de acudir allí donde se había producido una ruptura de la defensa fronteriza para enfrentarse a los invasores.
Los comitatenses de la Galia estaban comandados por el magister equitum per Gallias y eran, con diferencia, la mayor fuerza militar estacionada en la diócesis. Los formaban, sobre el papel, 12 unidades de caballería y 48 de infantería con una fuerza teórica total de entre 20 000 y 30 000 hombres. Debido a que sus mejores unidades habían sido utilizadas por Eugenio y Arbogasto contra Teodosio y posteriormente incorporadas al ejército en Italia, se habían reclutado nuevos contingentes formados por soldados francos y de otras partes del Imperio, para completarlo. Además, varias unidades adicionales habían llegado en el verano del 406 como refuerzo tras ser formadas en Italia con prisioneros del derrotado ejército de Radagaiso.
También en el interior existían otros tipos de pequeñas unidades: flotas fluviales en los ríos Sena y Ródano así como el lago Lemán; unidades de infantería en Calarona (Grenoble), Massilia (Marsella) y Lapurdo (Bayona); además de asentamientos laeti que proporcionaban tropas y vigilaban las vías de comunicación importantes.

## Los pueblos invasores
La invasión del año 407 fue protagonizada por dos pueblos germanos que habitaban al norte de los cursos medio y alto del Danubio: vándalos (asdingos y silingos) y suevos (marcomanos y cuados) además de un pueblo iranio (los alanos). Junto a ellos también marchaban varios contingentes sármatas y de provinciales romanos de Panonia desafectos al Imperio. Jerónimo de Estridón incluyó en su relato, además, a pequeños grupos de gépidos, hérulos, sajones, burgundios y alamanes.

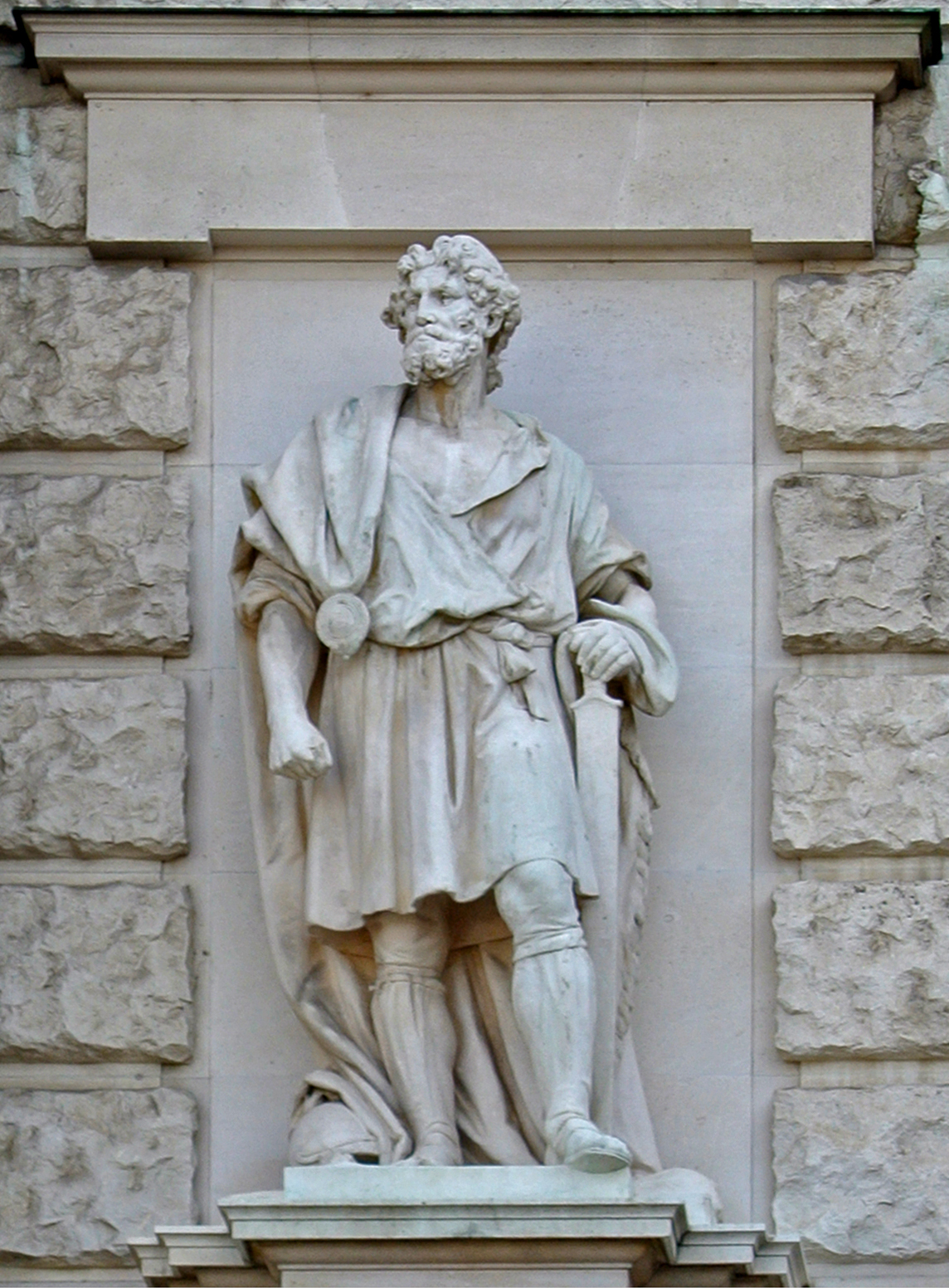
Representación contemporánea de un guerrero marcomano.

Los alanos vivían en la estepa al este del río Don y habían sido los primeros en sufrir los ataques hunos durante el siglo IV. Estaban organizados en muchos grupos independientes de los cuales, un buen número permaneció cerca de su asentamiento original, varios se unieron a los hunos o a los godos y otros entraron al servicio del Imperio. Esto llevó a que se familiarizasen con su geografía, principales ciudades y defensas fronterizas, un conocimiento que aprovecharon para ser la fuerza aglutinante y los líderes de la invasión. Entre los que participaron cabe distinguir dos grupos: el comandado por Respendial y los que seguían a Goar. Los primeros eran los más numerosos y todavía estaban asentados cerca del Don mientras que los segundos tenían experiencia de servicio en el ejército romano.
Los vándalos estaban divididos en dos tribus independientes entre sí. Los silingos formaban el segundo grupo más grande de los invasores y estaban asentados en el curso alto del río Meno —principal afluente del Rin— cerca de los burgundios. Esto hacía que fuesen los más cercanos al limes renano. Los asdingos, por su parte, eran los que vivían más alejados del Rin ya que habitaban el valle del río Tisza —el principal afluente del Danubio— situado al oeste de los Cárpatos en lo que hoy es el este de Hungría.
Bajo la denominación de suevos se englobaban una serie de pueblos que formaron una confederación en los inicios de la época imperial y de los que parte de ellos, acabaron asentándose junto al curso medio del Danubio. Se estima que eran el grupo más débil dentro de los invasores y que los que participaron fueron los marcomanos y los cuados. Los primeros atravesaban una época de debilidad y pobreza lo que, probablemente, animó a parte de ellos a unirse. Los segundos, en cambio, se habían convertido una fuerza militar importante que había adoptado las técnicas y equipamiento de sus vecinos sármatas y ya habían atacado la provincia de Recia en el año 374.

## La invasión de la Galia

### La migración hacia el Rin

En el año 406 varios pueblos situados al norte del Danubio (alanos, vándalos asdingos, cuados, marcomanos y vándalos silingos) se desplazaron hacia el oeste hasta llegar al sur del territorio franco situado junto al Rin.

Los motivos por lo que esos pueblos danubianos decidieron abandonar sus hogares y desplazarse hasta el Rin no están completamente claros. Tanto vándalos como suevos eran pueblos sedentarios que llevaban siglos instalados en sus territorios y únicamente, los alanos, podían presentar un historial reciente de desplazamientos. Parece ser que el surgimiento del reino huno al este de los cárpatos había provocado un cambio sustancial de las condiciones de vida en esa parte del Barbaricum y que su expansión hacia el oeste de la cordillera llevó, finalmente, a la huida de los pueblos que habitaban junto al curso medio y alto del Danubio. Esto habría sido una reedición de la situación vivida una generación antes —en la década de 370— que llevó a los godos a cruzar el río y entrar en el territorio imperial. Con todo, también puede ser que tomaran su decisión por otras razones, por ejemplo, el deterioro económico que tuvo que experimentar el área al norte del río al reducirse los intercambios comerciales con los territorios imperiales del sur, devastados durante las guerras góticas. En este caso, los hunos se habrían limitado a ocupar los territorios que aquellos habían dejado vacíos al partir. Tampoco está claro que su intención inicial fuera entrar en el Imperio o si meramente pretendían formar parte de los foederati de la margen derecha del Rin para obtener, así, los subsidios que estos recibían además de beneficiarse de los intercambios comerciales con los romanos.
En los primeros meses del 406 los vándalos asdingos, que vivían junto al Tisza, dirigidos por Godegisilio, se unieron a los alanos de Respendial y a algunos sármatas asentados en sus inmediaciones. Juntos, se dirigieron al oeste y durante su marcha se les incorporaron los cuados y los marcomanos que habitaban junto al Danubio. Posteriormente, en algún momento de su emigración, se les unieron los alanos de Goar quienes habían combatido anteriormente como mercenarios de los romanos. Para entonces, es posible que se incorporaran contingentes gépidos, hérulos y de provincianos de Panonia desafectos al Imperio. La horda bordeó por el este el territorio de los alamanes y los burgundios —aliados del Imperio— y llegaron al territorio de los vándalos silingos que habitaban en el alto Meno.
Se habría iniciado, ya, el verano cuando invadieron el sur del territorio franco y llegaron hasta el Rin. Se estima que sumaban cerca de 200 000 personas de las que poco menos de 50 000 serían guerreros. Los alanos se instalaron junto al río y los asdingos entre estos y los silingos que, posiblemente, todavía permanecían en sus asentamientos. Los francos no estaban dispuestos a dejar que ocupasen su territorio y organizaron un ejército que se dirigió al sur a finales del verano y se enfrentó a los asdingos en batalla. El resultado fue, inicialmente, favorable para los francos y los asdigos perdieron un gran número de guerreros y a su rey Godegisilio. Sin embargo, cuando estaban a punto de ser derrotados, los alanos de Respendial llegaron en su ayuda y pudieron poner en fuga a los francos.

### El otoño del 406

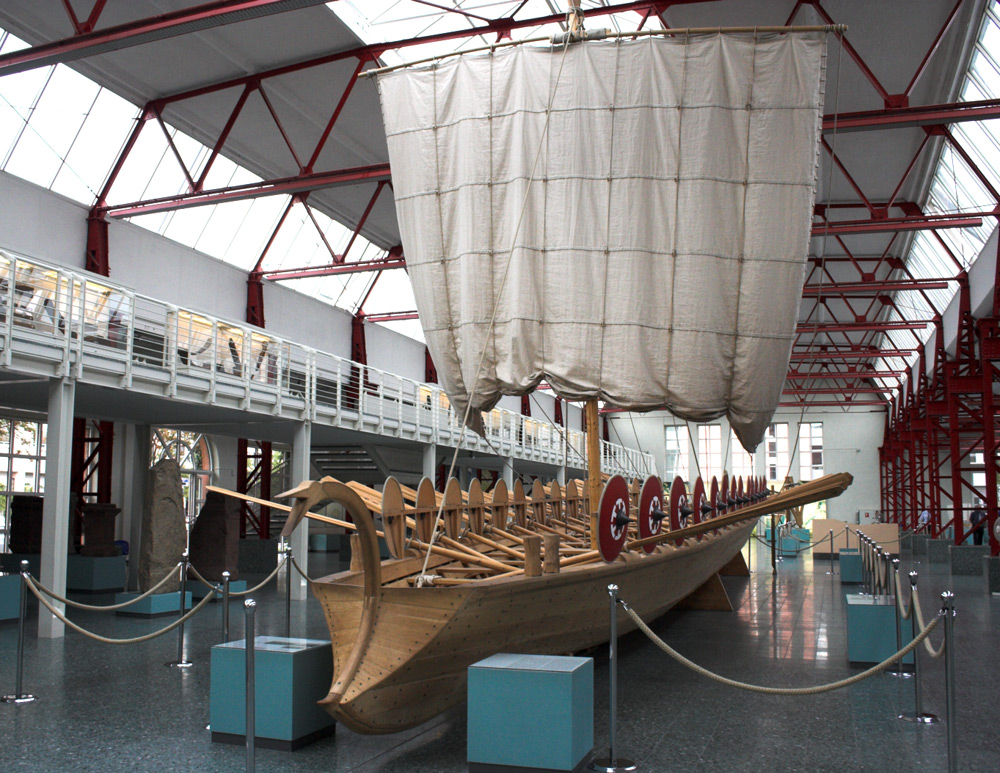
Reconstrucción de una nave fluvial romana como las que protegían la frontera del Rin.

Los invasores pasaron el otoño en el sur del territorio franco sin ser atacados por los romanos o por sus aliados del este del Rin. Sus movimientos desde que habían abandonado sus territorios al norte del Danubio no tuvieron que pasar desapercibidos para los romanos. Estilicón confió en que la actuación de los aliados del Rin y de las tropas romanas en la Galia tendrían que ser suficientes para hacer frente a cualquier actuación hostil y se ocupó en organizar una expedición de gran entidad para recuperar la prefectura de Ilírico. Preparó a las tropas italianas para ello y acordó una alianza con los godos de Alarico que se instalaron en el Epiro a la espera de que se les uniesen los romanos cuando acabase el invierno.
La falta de respuesta de Estilicón ante el peligro que se presentaba en el Rin causó gran inquietud en las tropas estacionadas en Britania. Estas acababan de ser reforzadas con la llegada de nuevas unidades formadas con los vencidos seguidores de Radagaiso y habían alcanzado una «masa crítica» suficiente como para proclamar a un emperador propio en octubre. El elegido fue Marcos pero no cumplió sus expectativas y fue asesinado, al poco, y sustituido por Graciano quien inició los preparativos para que el ejército cruzase el canal y pasase al continente.
No hay registros claros de la ubicación y comando de los comitatenses de la Galia durante ese otoño, aunque se estima que habrían sido desplazados al norte para hacer frente a una posible invasión de las tropas rebeldes de Britania o para pasar a la isla y acabar con la usurpación. Igualmente, se piensa que era Flavio Gaudencio quien estaría al mando de las tropas en ese momento.
Durante esos meses, la coalición de los invasores pudo mantenerse con las provisiones que habían conseguido arrebatar a los francos. Sin embargo, el elevado número personas que formaban la horda, hizo que pronto les acuciase el hambre cuando se acercó el invierno. Para los alanos, que eran guerreros de caballería, se presentó, además, el problema de mantener a sus monturas en un área boscosa y medio montañosa que no era abundante en pastos. En esta situación, contemplaban frente a ellos, al otro lado del río, las poblaciones romanas bien abastecidas de provisiones para el invierno.

### Ruptura dellimesen el Rin

Mapa de Mogontiacum donde se situó el eje del frente de la invasión.

La invasión se produjo durante la noche del 31 de diciembre del 406 cuando la coalición cruzó el Rin.  El ataque tuvo que coger por sorpresa, tanto a los romanos como a sus aliados bárbaros, ya que era muy difícil que un ejército se moviera durante los meses de invierno y lo normal era que esperase acuartelado la llegada de la primavera.
Aunque ningún autor clásico indica que el río estuviera congelado, desde Gibbon se ha asumido esta idea ya que es una buena explicación de cómo una muchedumbre de unas 200 000 personas con sus bagajes lo atravesase en tan poco tiempo además de la, aparente, falta de actuación de la flota fluvial romana que protegía su cauce. El cruce se realizó en un frente muy amplio cuyo centro se situaría a la altura de Mogontiacum (Maguncia) donde, además, se encontraba un puente que unía ambas orillas. Primero, grupos de guerreros escogidos lo atravesaron para asegurar cabezas de puente en el lado contrario y después lo hizo el grueso de la horda.
Las fuerzas del dux Mogontiacensis no eran rival para un ataque de esta envergadura y parece que abandonaron Mogontiacum y se concentraron en Borbetomagus (Worms) donde fueron sitiados por los invasores. La primera fue saqueada  y quedó el registro de la matanza que sufrió un grupo de sus habitantes que se habían refugiado en una iglesia. La segunda, por su parte, consiguió resistir algunos meses pero cayó finalmente antes de que las tropas de Constantino de Britania llegaran a la zona. Los invasores siguieron hacia el sur junto al río y también tomaron Nemetis (Espira) y Argentorate  (Estrasburgo) de tal manera que destruyeron las defensas romanas en un amplio tramo del Rin.

### Saqueos e intervención de Constantino de Britania

Mapa con las ciudades saqueadas en la Galia y una estimación de los movimientos de los invasores. Solo hay registro de dos victorias para los romanos: una batalla en la provincia de Germania Primera y el sitio de Toulouse.

Una vez anulada la capacidad militar romana junto al Rin, los invasores se dividieron en grupos para continuar su ataque hacia el interior de la Galia. Algunos se dirigieron hacia el oeste en un doble frente desde Mogontiacum y Argentorate. Su objetivo fueron ciudades que estuviesen bien abastecidas para el invierno de tal manera que las siguientes en ser atacadas fueron Augusta Treverorum (Tréveris) y Divodorum (Metz), ambas situadas en el río Mosela. La primera era la capital de la prefectura y con diferencia, la ciudad más importante del norte de la Galia. Fue tomada y tras saquearla, parte de los invasores permanecieron en ella hasta que Constantino consiguió recuperarla meses después. Divodorum también cayó y ambos frentes de los invasores continuaron hasta confluir en Remos (Reims), un importante cruce de caminos y capital de la provincia Bélgica Segunda. Desde esta población se volvieron a dividir y continuaron con el saqueo de las ciudades cercanas a la vez que bajaban hacia el sur para entrar en Aquitania donde atacaron más poblaciones. Otros grupos, por su parte, pasaron desde el Rin al valle del Ródano donde saquearon más ciudades hasta llegar a Arelate (Arlés). Siguieron, entonces, cercanos a la costa y continuaron hasta Tolosa que no pudieron tomar a pesar de sitiarla durante varios meses.
Al poco de iniciarse la invasión, los soldados de Britania asesinaron a Graciano y eligieron, en su lugar, a Constantino. Este puso en marcha el cruce al continente que llevaban preparando varios meses y desembarcó con su ejército en Gesoriacum (Boulogne-sur-Mer) a final de febrero o principios de marzo. Los comitatenses de la Galia tuvieron que negarse a luchar contra sus compañeros de Britania ya que se rebelaron, asesinaron a su comandante, Flavio Gaudencio y se unieron a las tropas de Constantino. Su ejército rechazo las incursiones de los invasores en el área costera y estas no pasaron más al norte de Atrabatis (Arrás) y Turnaco (Tournai). Tras ello, se dirigió hacia el Rin donde se le sumaron los limitanei del dux Germania inferior y pudo asegurar la frontera tras mantener los acuerdos de alianza con los francos. Continuó hacia el sur junto al río hasta llegar al área cercana a Tréveris donde se enfrentó en batalla a los invasores que todavía permanecían en esa zona y los derrotó decisivamente. Recuperó la capital de la prefectura y también las poblaciones ribereñas del río. Igualmente, consiguió renovar los acuerdos con burgundios y alamanes de tal manera que toda la frontera quedó restaurada. A ello contribuyeron los alanos de Goar quienes se cambiaron de bando y ayudaron a proteger el curso superior para disuadir a burgundios y alamanes de invadir la Galia aprovechando el caos reinante en ella. Tras controlar la frontera, continuó hacia el sur por el valle del Ródano y recuperó las ciudades que habían sido tomadas por la coalición incluyendo la importante ciudad de Arlés donde instaló su campamento.
La victoria de Constantino tuvo que tener un gran impacto entre los grupos de invasores que se encontraban desperdigados por el resto de la Galia. Las autoridades locales buscaron, entonces, acuerdos de paz con ellos y consiguieron que se formalizasen varios tratados de foedus. También Constantino impulsó esta pacificación para poder, así, concentrarse en su defensa ante la reacción de Rávena para acabar con su usurpación. De esta manera, parece que, para los últimos meses del año 407 cesaron los saqueos y se pudo recuperar cierta paz.

## Actuación del gobierno de Rávena

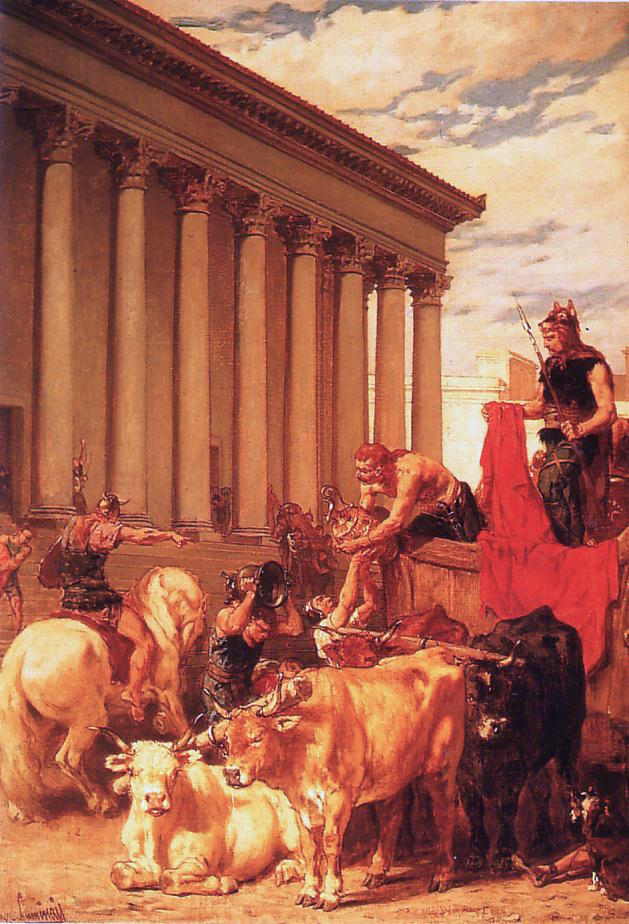
El saqueo de Roma en el 410. Con los godos de Alarico invadiendo Italia, no fue posible para el gobierno de Rávena intervenir en la Galia.

La actuación de Estilicón ante la llegada de la coalición invasora al Rin se considera como «el episodio más misterioso de su carrera» ya que parece haber sido «víctima de un error de juicio catastrófico». En lugar de reforzar el ejército de la Galia trasladando tropas desde Italia dirigió su atención a la recuperación de las diócesis de Dacia y Macedonia para lo que preparó su ejército y acordó una alianza con Alarico. Solamente en el verano del 407 decidió hacer algo y envió un ejército al mando de Sarus pero no para hacer frente a los invasores, sino para luchar contra Constantino. Esto se debe a que la corte de Honorio consideraba al exitoso usurpador un peligro mayor para su posición que los invasores bárbaros que estaban devastando la diócesis. El ejército imperial entró en el valle del Ródano y se enfrentó a una avanzadilla de las tropas rebeldes, venciéndolas y obligándolas a que se refugiasen en Valentia (Valence). Sin embargo, la llegada del grueso del ejército hizo que Sarus tuviese que abandonar el asedio y huir a Italia. Ante este fracaso, el ataque previsto para recuperar Dacia y Macedonia tuvo que ser abandonado y la posición de Estilicón se volvió cada vez más precaria. Se dice que «pasó el verano del 408 concibiendo planes en lugar de ponerlos en práctica». Finalmente, las tropas estacionadas en Ticinum (Pavía), que debían partir a la Galia para luchar contra Constantino, se rebelaron el 13 de agosto e iniciaron una serie de acontecimientos que acabaron con su ejecución el 22 de ese mes.
Lo que siguió no hizo sino empeorar la situación del Imperio. Olimpio, el nuevo hombre fuerte, impulsó una reacción anti-bárbara que llevó al asesinato de familiares de los soldados con este origen que servían en el ejército imperial y a su deserción en masa para unirse a las tropas de Alarico. Este vio rechazadas sus propuestas de paz a la vez que incrementado sus efectivos por lo que invadió Italia en otoño y puso a Roma bajo asedio en noviembre de ese año 408.
Los intentos de acabar con Constantino se interrumpieron cuando este fue reconocido coemperador a inicios del 409. Ofreció, entonces, su ayuda para luchar a los godos de Alarico aunque fue rechazada por miedo a que su objetivo final fuera acabar con Honorio y controlar Italia. En los años siguientes, tampoco el gobierno de Rávena pudo hacer nada contra la coalición invasora que, para entonces, había pasado a Hispania y no sería hasta el 411 cuando consiguió enviar otro ejército aunque, de nuevo, no fue a Hispania para luchar contra los invasores sino a la Galia para acabar con Constantino.

## Abandono de la Galia y entrada en Hispania

Tras saquear casi todas las provincias de Hispania entre los años 409 y 411, los invasores se las repartieron entre ellos. En la península, solo la Tarraconense permaneció controlada por el Imperio romano.

A finales del 407 y tras rechazar el ataque de Sarus, Constantino envió a Geroncio a Hispania quién consiguió controlar la diócesis. Sin embargo, se reveló al poco contra su jefe y nombró a Máximo como emperador.
Durante el verano del 409, los diferentes grupos de los invasores fueron acopiando provisiones y reuniéndose en el sur de la Galia de tal manera que en el otoño —entre el 28 de septiembre y el 13 de octubre— atravesaron los Pirineos y entraron en Hispania. Los pasos de la montaña habían estado defendidos por unidades regulares hispanas pero Geroncio los sustituyó por otras, reclutadas con bárbaros más allá del Rin, denominadas Honoriaci. Estos no presentaron ninguna resistencia frente a los invasores y permitieron que la multitud los pasara con sus bagajes.
No están claros los motivos por los que la coalición decidió abandonar la Galia aunque parece ser que sus perspectivas allí se habían vuelto difíciles. Constantino había abandonado su intención de dominar Italia y se volvía a centrar en el control de la Galia, por otro lado, en Armórica habían surgido grupos de autodefensa que rompieron la frágil paz existente y consiguieron controlar la región. Hispania ofrecía, entonces, una perspectiva de saqueo fácil. Geroncio había reunido a las tropas hispanas en la Tarraconense cerca de Caesaraugusta (Zaragoza) —donde se había instalado el cuartel general— y preparaba pasar a la Galia para atacar a Constantino. Esto dejaba al resto de provincias en la península sin defensa posible.
Ningún autor clásico menciona las ciudades que fueron atacadas aunque se estima que, tras cruzar la montaña, los invasores tuvieron que tomar Pompaelo (Pamplona) y otras poblaciones situadas cerca de la calzada que llevaba hasta Astorga donde pasarían el invierno. Cuando llegó la primavera del año 410 y los campos se cubrieron de pastos, iniciaron su saqueo de la península.
Como parece que evitaron la Tarraconense, su recorrido probable les llevaría primero hacia la Gallaecia
situada al oeste y luego hacia el sur y el sureste por las provincias de Lusitania, Cartaginense y Bética. Hidacio, autor que escribió poco después de estos hechos, dejó una triste descripción del sufrimiento que extendieron los invasores por la península:

Las desolaciones de alanos, vándalos y suevos por España desencadenan cuatro mortales plagas: el hierro de los soldados y de los tiránicos exactores de tributos, que consumen todos los recursos del país; el hambre, que llega a extremos de antropofagia; la peste, que siembra cadáveres por todas partes; las bestias feroces que, avezadas a la carne insepulta, infestan la tierra. Al fin, aquellos bárbaros se deciden a asentarse en las provincias para habitarlas; solo dejan libre la Tarraconense, y los infelices hispanos que escaparon, refugiados en ciudades y castillos, se someten a la servidumbre.
Hidacio

Los saqueos se extendieron durante el 410 y parte del 411 hasta que, en este año, los invasores decidieron asentarse de manera estable y crear sus propias entidades políticas. Para ello se repartieron las provincias hispanas a excepción de la Tarraconense y desviaron en su beneficio los impuestos que se recaudaban de tal manera que el Imperio perdió una importante fuente de ingresos. Es communis opinio entre los historiadores que el reparto reflejó el tamaño y fuerza que había tenido cada pueblo durante la invasión.
Los suevos, con su rey Hermerico, eran los minoritarios y recibieron Gallaecia que tuvieron que compartir con los asdingos, gobernados por Gunderico, cuyo número había quedado muy mermado tras su batalla contra los francos en el 406. Esta era la provincia más pequeña y pobre pero tenía la ventaja de ser la más alejada del dominio romano y por tanto más segura frente a sus probables contraataques. Los silingos, por su parte, se adueñaron de la Bética, más rica y amplia aunque, también más expuesta a una posible respuesta imperial. Finalmente, los alanos, al ser el grupo mayoritario durante la invasión, se quedaron con la mayor parte: las dos provincias de Cartaginense y Lusitania. Parece ser que, también, se dividieron en dos grupos: los de la Lusitania dirigidos por Ataces y los de la Cartaginense por Respendial.

## Acontecimientos posteriores y consecuencias para el Imperio

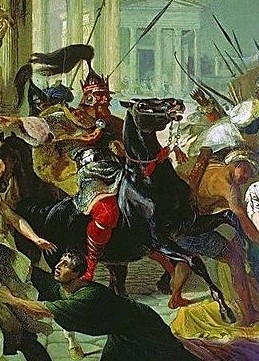
Representación de Genserico. Era solo un niño cuando cruzó el Rin junto a su pueblo, los vándalos asdingos. Su éxito al conquistar la diócesis de África, y mantenerla frente a los contraataques romanos, condenó al Imperio occidental a la desaparición.

El reparto de Hispania se mantuvo los siguientes cinco años sin que los invasores fueran molestados. Durante ese tiempo, todos enviaron embajadas a Rávena para buscar algún tipo de acuerdo con el Imperio que los reconociese como foederati y legitimase su ocupación, algo en lo que solo los vándalos asdingos y los suevos tuvieron éxito.
En el 416 comenzó la recuperación de las provincias. No intervino el ejército imperial sino que se utilizó a los foederati: los godos expulsaron a los invasores de Bética y Lusitania, mientras que los asdingos lo hicieron con los alanos asentados en la Cartaginense. Tras dos años de guerra, en el 418, las tres provincias volvieron al control de Rávena mientras que Gallecia permaneció en manos de los invasores que habían conseguido ser reconocidos como foederati. Los supervivientes alanos y silingos se refugiaron allí y se unieron a los asdingos que vieron aumentar, así, su capacidad militar de forma considerable.
Con su recién adquirido poder, los vándalos comenzaron un exitoso periodo de conquistas que iniciaron con el intento de ampliar su territorio a costa de los suevos. Esto fue impedido, en el 419, por los romanos que buscaban que se mantuviese un equilibrio entre ellos. Frustrada esta expansión, los vándalos abandonaron Gallaecia y se desplazaron hacia el sur donde se adueñaron de la Bética y rechazaron el intento imperial por recuperarla en el 422. Pudieron hacerse, entonces, con el puerto de Cartagena y en el 425 comenzaron sus ataques navales contra las Islas Baleares y la costa norte africana que culminaron en el 429 cuando, dirigidos por Genserico, abandonaron la península y pasaron a África. Durante los años siguientes, saquearon las principales ciudades hasta que tomaron Cartago en el año 439 donde crearon su reino. Conseguirían después ampliarlo con la toma de Córcega, Cerdeña y las Baleares tras lo que lanzaron varios ataques contra Italia de los que el más famoso fue su saqueo de Roma en el año 455. El reino consiguió perdurar hasta el año 534 cuando fue destruido por Belisario en nombre del Imperio romano oriental.
Los suevos, por su parte, fueron los únicos que permanecieron en la península tras el año 429 donde se mantuvieron en la Gallaecia. En el 439 iniciaron una vigorosa expansión de tal manera que para el 441 controlaban Lusitania, Bética y Cartaginense tras derrotar las expediciones que envió el gobierno de Rávena para frenarlos. En el 455, el emperador Avito envió a Teodorico II con sus visigodos para acabar con ellos. Su rey fue muerto y su territorio se redujo al noroeste de la península donde, los siguientes años, varios pretendientes lucharon por el trono. Remismundo consiguió unificarlo en el 463 y tras la expansión visigoda bajo Eurico, quedó rodeado por su reino hasta que fue finalmente anexionado a él por Leovigildo en el 585.
Las consecuencias para el Imperio de la invasión de Rin fueron catastróficas y coincidieron, en el tiempo, con las que tuvo la segunda invasión de Italia por Alarico. Ambas, produjeron una continua pérdida de ingresos por los saqueos o la ocupación de territorios por los invasores. Esto limitó de manera importante su capacidad militar y por lo tanto, sus posibilidades de acabar definitivamente con los nuevos reinos que se instauraron dentro de sus fronteras. Todo ello en un periodo en el que resultaron frecuentes las luchas intestinas entre los romanos por hacerse con el poder. La que protagonizaron alanos, vándalos y suevos, arrasó la Galia durante cinco años, sustrajo la mayor parte de Hispania al Imperio durante veinte y lo que fue peor, acabó haciendo perder la diócesis más rica —África— desde el año 439. El debilitado Imperio occidental haría —en el 468— un supremo esfuerzo para recuperarla ayudado por las fuerzas de la mitad oriental. El fracaso del mismo lo condenó a su desaparición que se produciría apenas ocho años más tarde cuando —en el 476— Odoacro dio un golpe de Estado en Rávena y lo sustituyó por el reino de Italia.